# Making Memories
Making Memories är en låt av Rush. Låten släpptes som singel och återfinns på albumet Fly by Night, släppt den 15 februari 1975. "Making Memories" komponerades av basisten Geddy Lee och gitarristen Alex Lifeson medan texten skrevs av trummisen Neil Peart. 
Med 2 minuter och 56 sekunder är det den kortaste låten på albumet och en av de kortaste låtarna bandet har gjort någonsin.

## Medverkande
- Alex Lifeson – elgitarr, akustisk gitarr
- Neil Peart – trummor
- Geddy Lee – elbas, sång